# Cullison
Cullison és una població dels Estats Units a l'estat de Kansas. Segons el cens del 2000 tenia 98 habitants.

## Demografia
Segons el cens del 2000, Cullison tenia 98 habitants, 43 habitatges, i 27 famílies. La densitat de població era de 210,2 habitants per km².
Dels 43 habitatges en un 25,6% hi vivien nens de menys de 18 anys, en un 60,5% hi vivien parelles casades, en un 4,7% dones solteres, i en un 34,9% no eren unitats familiars. En el 34,9% dels habitatges hi vivien persones soles el 16,3% de les quals corresponia a persones de 65 anys o més que vivien soles. El nombre mitjà de persones vivint en cada habitatge era de 2,28 i el nombre mitjà de persones que vivien en cada família era de 2,96.
Per edats la població es repartia de la següent manera: un 21,4% tenia menys de 18 anys, un 11,2% entre 18 i 24, un 18,4% entre 25 i 44, un 28,6% de 45 a 60 i un 20,4% 65 anys o més.
L'edat mediana era de 45 anys. Per cada 100 dones de 18 o més anys hi havia 108,1 homes.
La renda mediana per habitatge era de 20.625 $ i la renda mediana per família de 31.250 $. Els homes tenien una renda mediana de 26.000 $ mentre que les dones 12.083 $. La renda per capita de la població era de 15.508 $. Entorn del 13% de les famílies i el 9,9% de la població estaven per davall del llindar de pobresa.

## Poblacions més properes
El següent diagrama mostra les poblacions més properes.